# تالی
تالی جزء دوم یک گزارهٔ منطقی است. برای نمونه در عبارت «اگر الف ب باشد آنگاه ج د است»، به «ج د است» تالی گفته می‌شود. تالی به لحاظ معنایی دنبالهٔ مقدم است.
در قضایای شرطی متصل، مقدم مستلزم تالی و تالی تابع مقدم است.

### کتابشناسی
- عالمی، روح‌الله (۱۳۹۳). منطق. شرکت چاپ و نشر کتاب‌های درسی ایران.